# Unione Sportiva Anconitana 1968-1969
Questa pagina raccoglie le informazioni riguardanti l'Unione Sportiva Anconitana nelle competizioni ufficiali della stagione 1968-1969.

## Rosa
| N. |                   | Ruolo | Calciatore            |
| -- | ----------------- | ----- | --------------------- |
|    | Italia (bandiera) | C     | Corrado Albicocco     |
|    | Italia (bandiera) | C     | Mario Angelelli       |
|    | Italia (bandiera) | A     | Antonio Bongiorni     |
|    | Italia (bandiera) | D     | Giuseppe Bonvicini    |
|    | Italia (bandiera) | D     | Bruno Bussolari       |
|    | Italia (bandiera) | D     | Castruccio Castracani |
|    | Italia (bandiera) | A     | Pasquale Cavicchia    |
|    | Italia (bandiera) | A     | Gilberto Cerroni      |
|    | Italia (bandiera) | A     | Roberto Ciccotelli    |
|    | Italia (bandiera) | P     | Sauro Cinelli         |
|    | Italia (bandiera) |       | Cortesi               |

| N. |                   | Ruolo | Calciatore         |
| -- | ----------------- | ----- | ------------------ |
|    | Italia (bandiera) | P     | Fausto Fusani      |
|    | Italia (bandiera) | A     | Enzo Gerardi       |
|    | Italia (bandiera) | A     | Luciano Giulio     |
|    | Italia (bandiera) | C     | Gastone Marchi     |
|    | Italia (bandiera) | C     | Rossano Marinelli  |
|    | Italia (bandiera) |       | Matteoni           |
|    | Italia (bandiera) | C     | Pier Luigi Meciani |
|    | Italia (bandiera) | C     | Franco Panizza     |
|    | Italia (bandiera) |       | Ilario Salvadori   |
|    | Italia (bandiera) |       | Simoncelli         |
|    | Italia (bandiera) | D     | Fausto Vicino      |